# Jean Du Berger
Jean Du Berger (né le 18 mai 1933 à Montréal et mort le 1er décembre 2021 à Québec) est un ethnologue et conteur québécois connu pour son implication auprès d'organismes de valorisation du patrimoine culturel immatériel et pour ses recherches sur le sujet. 
Il est le gendre du coronel Laurin Lapointe. 

## Biographie

### Formation et débuts en enseignement
Né à Montréal en 1933, Jean Du Berger fait ses études classiques au Collège Sainte-Marie puis aux Facultés de la Compagnie de Jésus et finit sa formation à l'Université Laval. Il commence par la suite une carrière en enseignement au collégial, en passant notamment par le Collège Jean-de-Brébeuf et le Collège Saint-Paul pour ensuite intégrer l'Université Laval en tant que professeur en littérature canadienne et en ethnologie, poste qu'il gardera de 1964 jusqu'en 1998.   

### Implication dans le milieu des arts traditionnels
À mesure que sa carrière progresse, et particulièrement à partir de la fin des années 1970, l'ethnologie prend une place de plus en plus importante dans ses recherches et travaux. En 1981, il obtient un doctorat ès lettres pour sa thèse sur Le Diable à la danse, étude d'un corpus de légendes sur le Diable justicier, une synthèse de toutes les apparitions du Diable liées à la danse dans les légendes. 
Tout en enseignant, Jean Du Berger s'implique auprès de divers organismes destinés à la sauvegarde et à la valorisation du patrimoine vivant. En 1981, il devient chercheur pour le Centre de recherche Cultures Arts et Sociétés, organisme qui le mandate en 1987 pour mener un projet de collecte ethnologique au Rwanda, collecte dont il reprend la démarche à son retour au Québec après avoir accepté la présidence du Centre de valorisation du patrimoine vivant (1988-1993). Dans les années suivantes, il préside également L'Association canadienne d'ethnologie et de folklore (1989-1990) et le Comité organisateur des États généraux du patrimoine vivant (1992), lesquels sont à l'origine de la création du Conseil québécois du patrimoine vivant.
En publiant en 1997 sa Grille des pratiques culturelles, il amène une nouvelle référence de classification en ethnologie. Il participe également à plusieurs films en tant que conseiller, notamment aux productions de l'ONF Vive Québec ! et Le Diable d'Amérique, du réalisateur Gilles Carle. En parallèle à ces activités, il mène aussi une carrière de conteur dans divers festivals, à la radio et dans le milieu scolaire,.

## Honneurs reçus
- 1997 : Médaille Luc Lacourcière[2]
- 2001 : Médaille Marius Barbeau[2]
- 2006 : Doctorat honorifique de l'Université de Sudbury